# Суворовская площадь (Москва)
Суворовская площадь (до 1917 года — Екатери́нинская пло́щадь, в 1932—1992 годах —  пло́щадь Комму́ны) — площадь в Мещанском районе Центрального административного округа г. Москвы. На площадь выходят улица Дурова, Самотёчная улица, Селезнёвская улица, улица Достоевского, Октябрьская улица и улица Советской Армии.

## Происхождение названия
До 1917 года площадь называлась Екатерининской по расположенному на ней Екатерининскому институту благородных девиц. Затем была переименована в площадь Коммуны, в 1992 году получила новое название в честь великого русского полководца А. В. Суворова.

## История
До XV века на месте площади располагалось русло реки Напрудная (другие названия Самотёка, Синичка), которая впадала в Неглинную ниже по течению в районе современной Самотёчной площади. Освоение территории вдоль течения Напрудной началось в XVI веке. В 1630 году был построен православный храм в честь Иоанна Воина.
Во второй половине XVIII века, рядом с церковью Иоанна Воина, была построена загородная усадьба графа В. С. Салтыкова, а рядом с усадьбой разбит парк.
В 1807 году усадьба была перестроена в здание Екатерининского института благородных девиц, парк при институте получил имя Екатерининский. По имени института и парка, площадь перед зданием также стала называть Екатерининской.
В 20-х — 30-х годах XX века площадь была радикально преобразована. Река Напрудная была заключена в трубу на всём протяжении, а в центре площади появился сквер. Храм Иоанна Воина снесли, на его месте в 1947 году была построена гостиница ЦДКА, ныне гостиница «Славянка». В 1935—1940 годах в северной части площади велось строительство монументального здания Театра Красной армии. Сейчас театр носит название Центральный академический театр Российской армии. В 1928 году здание Екатерининского института было перестроено и в нём расположился Центральный Дом Красной Армии. Перед зданием был воздвигнут бюст М. В. Фрунзе. В 1982 году в центре площади был установлен памятник А. В. Суворову, а через 10 лет в честь полководца была переименована и сама площадь.

## Современность
Площадь Суворова имеет овальную форму, вытянута с юго-востока на северо-запад. Парк между Самотёчной улицей и Олимпийским проспектом плавно переходит в зелёные насаждения в южной части площади. Архитектурной доминантой площади являются два больших здания — бывшее здание Екатерининского института, вытянутое вдоль восточной стороны площади, и Театр Российской армии, занимающий всю северную часть площади. В центре площади расположен сквер с цветниками, в котором установлен памятник Суворову. В северной части площади расположен вход в Екатерининский парк.

## Примечательные здания
- № 1,  памятник архитектуры (федеральный) — усадьба Салтыковых — ансамбль Екатерининского института.

Центральный корпус был построен в 1779 году для графа В. С. Салтыкова, московского вице-губернатора, по проекту Д. В. Ухтомского. В 1802—1807 годах центральная часть перестраивалась Джованни Жилярди, к ней были пристроены флигеля. В 1818—1827 годах под руководством Доменико Жилярди и Афанасия Григорьева было произведено расширение здания и перекомпоновка фасада. В 1918—1928 по проекту С. А. Торопова оно было реставрировано с постройкой парадной лестницы.
В настоящее время здание занимает дом Российской армии.
- № 2 — Центральный академический театр Российской армии. Строительство здания, имеющего форму  пятиконечной звезды (пентаграммы), каждый из лучей которой окружён колоннадой, было завершено в 1941 году. Авторы проекта — архитекторы К. С. Алабян и В. Н. Симбирцев.
- № 2, стр. 3 — здание гостиницы «Славянка» (1947), типичный образец тоталитарной архитектуры.

## Памятники
- Памятник А. В. Суворову. Установлен в 1982 году. Скульптор — О. К. Комов, архитектор — В. А. Нестеров[2].
- Памятник М. В. Фрунзе. Установлен в 1960 году. Скульптор — Е. В. Вучетич.

## Транспорт
19 июня 2010 года открылась станция метро Достоевская Люблинско-Дмитровской линии, которая имеет выход на Суворовскую площадь. В отдалённой перспективе эта станция должна иметь пересадку на строящуюся станцию Достоевская Кольцевой линии (перегон Новослободская — Проспект Мира Кольцевой линии проходит точно под Суворовской площадью).
До открытия Достоевской ближайшей к Суворовской площади станцией метро была Новослободская. Недалеко от площади также находятся станции Проспект Мира, Марьина Роща и Цветной бульвар.
Через площадь проходят автобусный и электробусные маршруты № с511, м5, 538, н6, которые связывают площадь со станциями метро «Марьина Роща», «Новослободская» и «Цветной бульвар».

## В культуре
- Сцена на площади фигурирует в классическом советском фильме Девушка без адреса.
- Рэпер Децл снял фрагменты на площади для клипа своей песни «Кровь моя кровь».